# ایرینا پولتوراتسکایا
ایرینا پولتوراتسکایا (روسی: Ирина Игоревна Полторацкая؛ زادهٔ ۱۲ مارس ۱۹۷۹) بازیکن هندبال اهل روسیه است.